# BRIT Awards 2013
Die BRIT Awards 2013 wurden am 20. Februar 2013 in der Londoner O2 Arena verliehen. Die Moderation übernahm wie in den Vorjahren James Corden.
Erfolgreichste Künstler mit zwei gewonnenen Preisen waren Emeli Sandé und Mumford & Sons, die mit je vier auch die meisten Nominierungen hatten.
Die Liveübertragung auf ITV erreichte mit 7,5 Millionen Zuschauern die höchste Quote seit zehn Jahren.

## Liveauftritte
| Künstler          | Lied(er)                           |
| ----------------- | ---------------------------------- |
| Muse              | Supremacy                          |
| Robbie Williams   | Candy                              |
| Justin Timberlake | Mirrors                            |
| One Direction     | One Way or Another (Teenage Kicks) |
| Taylor Swift      | I Knew You Were Trouble            |
| Ben Howard        | Only Love                          |
| Mumford & Sons    | I Will Wait                        |
| Emeli Sandé       | Clown Next to Me                   |

## Gewinner und Nominierte
| British Male Solo Artist (präsentiert von Ed Sheeran) | British Female Solo Artist (präsentiert von Taylor Swift)                                                                                     |
| --- | --- |
| - Ben Howard - Calvin Harris - Olly Murs - Plan B - Richard Hawley | - Emeli Sandé - Amy Winehouse - Bat for Lashes - Jessie Ware - Paloma Faith                                                                   |
| British Breakthrough Act (präsentiert von Nick Grimshaw) | British Group (präsentiert von Simon Pegg und Bérénice Marlohe)                                                                               |
| - Ben Howard - Alt-J - Jake Bugg - Jessie Ware - Rita Ora | - Mumford & Sons - Alt-J - Muse - One Direction - The xx                                                                                      |
| British Single of the Year (präsentiert von Tom Daley und Jonathan Ross) | British Album of the Year (präsentiert von Bryan Ferry)                                                                                       |
| - Adele – Skyfall - Alex Clare – Too Close - DJ Fresh featuring Rita Ora – Hot Right Now - Emeli Sandé – Next to Me - Florence + the Machine – Spectrum (Say My Name) - James Arthur – Impossible - Jessie J – Domino - Labrinth featuring Emeli Sandé – Beneath Your Beautiful - Olly Murs featuring Flo Rida – Troublemaker - Rita Ora featuring Tinie Tempah – R.I.P. - Rizzle Kicks – Mama Do the Hump - Robbie Williams – Candy - Rudimental featuring John Newman – Feel the Love - Stooshe – Black Heart | - Emeli Sandé – Our Version of Events - Alt-J – An Awesome Wave - Mumford & Sons – Babel - Paloma Faith – Fall to Grace - Plan B – Ill Manors |
| International Male Solo Artist (präsentiert von Jourdan Dunn und Rafe Spall) | International Female Solo Artist (präsentiert von Dermot O’Leary und Sharon Osbourne)                                                         |
| - Frank Ocean - Bruce Springsteen - Gotye - Jack White - Michael Bublé | - Lana Del Rey - Alicia Keys - Cat Power - Rihanna - Taylor Swift                                                                             |
| International Group (präsentiert von Dave Grohl) | |
| - The Black Keys - Alabama Shakes - Fun - The Killers - The Script | |
| Critics’ Choice | British Producer of the Year |
| - Tom Odell - AlunaGeorge - Laura Mvula | - Paul Epworth - Damon Albarn - Jake Gosling                                                                                                  |
| Live Act (präsentiert von Louis Smith und Jack Whitehall) | BRITs Global Success (präsentiert von Robbie Williams)                                                                                        |
| - Coldplay - Mumford & Sons - Muse - The Rolling Stones - The Vaccines | - One Direction - Mumford & Sons - Adele |

Special Recognition Award(präsentiert von Damon Albarn)
- War Child[4]